# ميلتون أ. وولف
ميلتون أ. وولف (بالإنجليزية: Milton A. Wolf)‏ هو دبلوماسي وأستاذ جامعي أمريكي، ولد في 29 مايو 1924 في كليفلاند في الولايات المتحدة، وتوفي في 19 مايو 2005 بسبب لمفوما.